# لاري بيتنكورت
لاري بيتنكورت (بالإنجليزية: Larry Bettencourt)‏ هو لاعب كرة قاعدة أمريكي، ولد في 22 سبتمبر 1905 في نيوارك في الولايات المتحدة، وتوفي في 15 سبتمبر 1978 في نيو أورلينز في الولايات المتحدة.

## وصلات خارجية
- لاري بيتنكورت على موقعبيزبول رفرنس.كوم (الدوري الرئيسي) (الإنجليزية)